# Smodicum clancularium
Smodicum clancularium là một loài bọ cánh cứng trong họ Cerambycidae.